# Gran Premio d'Olanda 1978
Il Gran Premio d'Olanda 1978 è stata la tredicesima prova della stagione 1978 del Campionato mondiale di Formula 1. Si è corsa domenica 27 agosto 1978 sul Circuito di Zandvoort. La gara è stata vinta da Mario Andretti su Lotus-Ford Cosworth, al suo dodicesimo ed ultimo successo in carriera. Andretti ha preceduto sul traguardo lo svedese Ronnie Peterson su Lotus-Ford Cosworth e l'austriaco Niki Lauda su Brabham-Alfa Romeo.
Grazie a questo risultato la Lotus, già vincitrice in Austria della coppa Costruttori, si aggiudica matematicamente il mondiale piloti: il distacco del terzo in classifica - Lauda - è troppo elevato per la vittoria finale e le ultime tre gare dovranno chiarire solo chi tra Andretti e Peterson sarà il campione 1978.

## Vigilia

### Sviluppi futuri
Il 17 agosto venne ufficializzato il passaggio di Jody Scheckter alla Scuderia Ferrari per la stagione 1979.
La Commissione Sportiva Internazionale fissò a Zandvoort una riunione per la decisione definitiva in merito alla regolarità dei vari accorgimenti aerodinamici presentati dalle scuderie di F1 negli ultimi tempi. La CSI decise di bandire, dal 1º gennaio 1979, l'utilizzo delle "minigonne", accogliendo la proposta dell'ing. Enrico Benzing. Una sottocommissione venne incaricata di studiare un nuovo regolamento. La decisione venne contrastata dalla FOCA, l'associazione dei costruttori, che minacciò di presentarsi al via del campionato senza tener conto di tale divieto, avendo già progettato le monoposto per la stagione 1979.

### Aspetti tecnici
La Wolf presentò per la prima volta la WR6, mentre la Theodore Racing impiegò la Wolf WR4. La Lotus riuscì a riparare in tempo la 79 di Mario Andretti, danneggiata nel corso del Gran Premio d'Austria.

### Aspetti sportivi
Nella settimana precedente il gran premio si svolsero dei test sulla pista francese del Paul Ricard, nel corso dei quali continuò lo sviluppo dell'Alfa Romeo 177, con la quale la casa milanese aveva intenzione di rientrare in Formula 1 come costruttore. I test vennero svolti da Vittorio Brambilla e Niki Lauda. Sulla vettura vennero testate le coperture della Goodyear, dopo che nei test di maggio le gomme erano state fornite dalla Pirelli. L'Alfa Romeo comunicò ufficialmente il suo interesse a creare una propria vettura, rimandando però il suo esordio all'approntamento di un nuovo propulsore. La casa milanese si dichiarava pronta a proseguire la collaborazione con la Brabham.
Il pilota olandese Michael Bleekemolen trovò un volante all'ATS, al posto di Hans Binder. Bleekemolen aveva tentato, senza successo, di qualificarsi con una March della RAM Racing/F&S Properties nell'edizione 1977 del gran premio.
Si rivide anche Danny Ongais, sempre con una Shadow dell'Interscope Racing, dopo aver saltato tutti i gran premi europei. La McLaren affidò nuovamente la sua terza vettura ufficiale a Bruno Giacomelli. Anche in questo caso furono necessarie le prequalifiche.

## Prequalifiche

### Resoconto
Le prequalfiche si disputarono il 2 agosto, e vi parteciparono dieci piloti. L'Arrows portò al debutto l'A1 (denominata anche Arrows FA2), la nuova vettura che era stata creata per l'opposizione della Shadow che considerava l'Arrows FA1 copia della DN9. Il giudizio dell'Alta Corte di Londra era previsto proprio nei giorni delle prequalifiche. Rolf Stommelen non fu però in grado di qualificarsi per il gran premio.

### Risultati
Nella sessione di prequalifica si è avuta questa situazione:
| Pos | Nº | Pilota           | Costruttore            | Tempo   | Status |
| --- | -- | ---------------- | ---------------------- | ------- | ------ |
| 1   | 33 | Bruno Giacomelli | McLaren-Ford Cosworth  | 1'19"59 | PQ     |
| 2   | 30 | Brett Lunger     | McLaren-Ford Cosworth  | 1'20"01 | PQ     |
| 3   | 37 | Arturo Merzario  | Merzario-Ford Cosworth | 1'20"32 | PQ     |
| 4   | 32 | Keke Rosberg     | Wolf-Ford Cosworth     | 1'20"46 | PQ     |
| 5   | 29 | Nelson Piquet    | McLaren-Ford Cosworth  | 1'20"52 | PQ     |
| 6   | 31 | René Arnoux      | Martini-Ford Cosworth  | 1'20"52 | PQ     |
| 7   | 25 | Héctor Rebaque   | Lotus-Ford Cosworth    | 1'20"95 | PQ     |
| NPQ | 23 | Harald Ertl      | McLaren-Ford Cosworth  | 1'21"00 | NPQ    |
| NPQ | 39 | Danny Ongais     | Shadow-Ford Cosworth   | 1'21"41 | NPQ    |
| NPQ | 36 | Rolf Stommelen   | Arrows-Ford Cosworth   | 1'22"24 | NPQ    |

## Qualifiche

### Resoconto
Con un cielo coperto e un forte vento le prove del venerdì vennero dominate dalla Lotus, con Mario Andretti che precedette Ronnie Peterson. Terzo fu Carlos Reutemann che scontò anche la rottura del cambio. Gilles Villeneuve fu autore di un testacoda che lo portò a distruggere la monoposto contro le barriere. Vi fu un brutto incidente anche per Alan Jones la cui Williams perse una ruota e volò fuori dal tracciato. Non vi furono conseguenze fisiche per il pilota.
Mario Andretti riuscì a migliorarsi al sabato, conquistando così la sua quindicesima pole position nel mondiale. La prima fila venne completata dal suo compagno di scuderia Ronnie Peterson. Niki Lauda fu capace di conquistare la terza piazza, precedendo di un centesimo Carlos Reutemann. Riccardo Patrese fu vittima di un curioso incidente: uscendo dai box la sua vettura colpì un cric: dal contraccolpo il pilota padovano subì del dolore alla schiena.

### Risultati
Nella sessione di qualifica si è avuta questa situazione:
| Pos                     | Nº | Pilota                | Costruttore              | Tempo   | Griglia |
| ----------------------- | -- | --------------------- | ------------------------ | ------- | ------- |
| 1                       | 5  | Mario Andretti        | Lotus-Ford Cosworth      | 1'16"36 | 1       |
| 2                       | 6  | Ronnie Peterson       | Lotus-Ford Cosworth      | 1'16"97 | 2       |
| 3                       | 1  | Niki Lauda            | Brabham-Alfa Romeo       | 1'17"33 | 3       |
| 4                       | 11 | Carlos Reutemann      | Ferrari                  | 1'17"34 | 4       |
| 5                       | 12 | Gilles Villeneuve     | Ferrari                  | 1'17"54 | 5       |
| 6                       | 26 | Jacques Laffite       | Ligier-Matra             | 1'17"55 | 6       |
| 7                       | 7  | James Hunt            | McLaren-Ford Cosworth    | 1'17"67 | 7       |
| 8                       | 2  | John Watson           | Brabham-Alfa Romeo       | 1'17"73 | 8       |
| 9                       | 15 | Jean-Pierre Jabouille | Renault                  | 1'18"28 | 9       |
| 10                      | 14 | Emerson Fittipaldi    | Fittipaldi-Ford Cosworth | 1'18"30 | 10      |
| 11                      | 27 | Alan Jones            | Williams-Ford Cosworth   | 1'18"42 | 11      |
| 12                      | 4  | Patrick Depailler     | Tyrrell-Ford Cosworth    | 1'18"43 | 12      |
| 13                      | 35 | Riccardo Patrese      | Arrows-Ford Cosworth     | 1'18"50 | 13      |
| 14                      | 8  | Patrick Tambay        | McLaren-Ford Cosworth    | 1'18"50 | 14      |
| 15                      | 20 | Jody Scheckter        | Wolf-Ford Cosworth       | 1'18"57 | 15      |
| 16                      | 22 | Derek Daly            | Ensign-Ford Cosworth     | 1'19"39 | 16      |
| 17                      | 3  | Didier Pironi         | Tyrrell-Ford Cosworth    | 1'19"59 | 17      |
| 18                      | 16 | Hans-Joachim Stuck    | Shadow-Ford Cosworth     | 1'19"62 | 18      |
| 19                      | 33 | Bruno Giacomelli      | McLaren-Ford Cosworth    | 1'19.83 | 19      |
| 20                      | 25 | Héctor Rebaque        | Lotus-Ford Cosworth      | 1'20"02 | 20      |
| 21                      | 30 | Brett Lunger          | McLaren-Ford Cosworth    | 1'20"03 | 21      |
| 22                      | 19 | Vittorio Brambilla    | Surtees-Ford Cosworth    | 1'20"26 | 22      |
| 23                      | 31 | René Arnoux           | Martini-Ford Cosworth    | 1'20"31 | 23      |
| 24                      | 32 | Keke Rosberg          | Wolf-Ford Cosworth       | 1'20"47 | 24      |
| 25                      | 18 | Rupert Keegan         | Surtees-Ford Cosworth    | 1'20"52 | NP      |
| 26                      | 29 | Nelson Piquet         | McLaren-Ford Cosworth    | 1'20"64 | 26      |
| Vetture non qualificate |    |                       |                          |         |         |
| NQ                      | 37 | Arturo Merzario       | Merzario-Ford Cosworth   | 1'20"64 | 27      |
| NQ                      | 17 | Clay Regazzoni        | Shadow-Ford Cosworth     | 1'20"69 | NQ      |
| NQ                      | 10 | Michael Bleekemolen   | ATS-Ford Cosworth        | 1'21"33 | NQ      |
| NQ                      | 9  | Jochen Mass           | ATS-Ford Cosworth        | 1'21"82 | NQ      |

## Gara

### Resoconto
Nel warm up del mattino Rupert Keegan s'infortunò a un braccio a causa di un'uscita di pista. Non prese così parte al gran premio, e venne sostituito da Arturo Merzario.
Mario Andretti e Ronnie Peterson scattarono bene e iniziarono subito a dominare la gara. Poco dopo la curva Tarzan Didier Pironi e Riccardo Patrese, partiti rispettivamente diciassettesimo e tredicesimo, si toccarono, innescando un incidente molto spettacolare.  L'Arrows del padovano restò in mezzo alla pista per diverso tempo; nella confusione creata Niki Lauda superò Jacques Laffite al secondo giro, ponendosi al terzo posto. Furono necessari quattro giri per liberare la pista dalla vettura incidentata di Patrese.
Laffite continuava a perdere posizioni scendendo fino al nono posto in pochi giri. Davanti vi era sempre la coppia della Lotus seguiti da Lauda che precedeva Carlos Reutemann, John Watson ed Emerson Fittipaldi.
Reutemann ebbe i soliti problemi con le coperture e venne passato, tra il trentottesimo e il quarantesimo passaggio, sia da Watson che da Fittipaldi. Al giro 54 l'argentino venne sorpassato anche dal suo compagno di scuderia, Gilles Villeneuve. Nelle ultime tornate Peterson affiancò spesso Mario Andretti alla staccata della prima curva, ma senza passarlo. Andretti aveva subito la rottura di uno scarico.
Andretti vinse la gara, l'ultima nella sua carriera nel mondiale di Formula 1, seguito dal compagno di scuderia, terzo Lauda poi Watson, Fittipaldi e Villeneuve. Settantunesima vittoria per la Lotus, che così eguagliava il record della Scuderia Ferrari.

### Risultati
I risultati del Gran Premio furono i seguenti:
| Pos | No | Pilota                | Costruttore              | Giri | Tempo/Ritiro    | Pos. Griglia | Punti |
| --- | -- | --------------------- | ------------------------ | ---- | --------------- | ------------ | ----- |
| 1   | 5  | Mario Andretti        | Lotus-Ford Cosworth      | 75   | 1h41'04"23      | 1            | 9     |
| 2   | 6  | Ronnie Peterson       | Lotus-Ford Cosworth      | 75   | +0"32           | 2            | 6     |
| 3   | 1  | Niki Lauda            | Brabham-Alfa Romeo       | 75   | +12"21          | 3            | 4     |
| 4   | 2  | John Watson           | Brabham-Alfa Romeo       | 75   | +20"92          | 8            | 3     |
| 5   | 14 | Emerson Fittipaldi    | Fittipaldi-Ford Cosworth | 75   | +21"5           | 10           | 2     |
| 6   | 12 | Gilles Villeneuve     | Ferrari                  | 75   | +45"95          | 5            | 1     |
| 7   | 11 | Carlos Reutemann      | Ferrari                  | 75   | +1'00"52        | 4            |       |
| 8   | 26 | Jacques Laffite       | Ligier-Matra             | 74   | +1 giro         | 6            |       |
| 9   | 8  | Patrick Tambay        | McLaren-Ford Cosworth    | 74   | +1 giro         | 14           |       |
| 10  | 7  | James Hunt            | McLaren-Ford Cosworth    | 74   | +1 giro         | 7            |       |
| 11  | 25 | Héctor Rebaque        | Lotus-Ford Cosworth      | 74   | +1 giro         | 20           |       |
| 12  | 20 | Jody Scheckter        | Wolf-Ford Cosworth       | 73   | +2 giri         | 15           |       |
| Rit | 33 | Bruno Giacomelli      | McLaren-Ford Cosworth    | 60   | Testacoda       | 19           |       |
| Rit | 16 | Hans-Joachim Stuck    | Shadow-Ford Cosworth     | 56   | Trasmissione    | 18           |       |
| Rit | 31 | René Arnoux           | Martini-Ford Cosworth    | 40   | Telaio          | 23           |       |
| Rit | 37 | Arturo Merzario       | Merzario-Ford Cosworth   | 40   | Motore          | 27           |       |
| SQ  | 19 | Vittorio Brambilla    | Surtees-Ford Cosworth    | 37   | Squalificato    | 22           |       |
| Rit | 15 | Jean-Pierre Jabouille | Renault                  | 35   | Motore          | 9            |       |
| Rit | 30 | Brett Lunger          | McLaren-Ford Cosworth    | 35   | Motore          | 21           |       |
| Rit | 32 | Keke Rosberg          | Wolf-Ford Cosworth       | 21   | Incidente       | 24           |       |
| Rit | 27 | Alan Jones            | Williams-Ford Cosworth   | 17   | Acceleratore    | 11           |       |
| Rit | 29 | Nelson Piquet         | McLaren-Ford Cosworth    | 16   | Trasmissione    | 26           |       |
| Rit | 4  | Patrick Depailler     | Tyrrell-Ford Cosworth    | 13   | Motore          | 12           |       |
| Rit | 22 | Derek Daly            | Ensign-Ford Cosworth     | 10   | Trasmissione    | 16           |       |
| Rit | 35 | Riccardo Patrese      | Arrows-Ford Cosworth     | 0    | Incidente       | 13           |       |
| Rit | 3  | Didier Pironi         | Tyrrell-Ford Cosworth    | 0    | Incidente       | 17           |       |
| NP  | 18 | Rupert Keegan         | Surtees-Ford Cosworth    |      | Problema fisico | 25           |       |
| NQ  | 17 | Clay Regazzoni        | Shadow-Ford Cosworth     |      |                 |              |       |
| NQ  | 10 | Michael Bleekemolen   | ATS-Ford Cosworth        |      |                 |              |       |
| NQ  | 9  | Jochen Mass           | ATS-Ford Cosworth        |      |                 |              |       |
| NPQ | 23 | Harald Ertl           | Ensign-Ford Cosworth     |      |                 |              |       |
| NPQ | 39 | Danny Ongais          | Shadow-Ford Cosworth     |      |                 |              |       |
| NPQ | 36 | Rolf Stommelen        | Arrows-Ford Cosworth     |      |                 |              |       |

## Classifiche

### Piloti
| Pos. | Pilota             | Punti |
| ---- | ------------------ | ----- |
| 1    | Mario Andretti     | 63    |
| 2    | Ronnie Peterson    | 51    |
| 3    | Niki Lauda         | 35    |
| 4    | Patrick Depailler  | 32    |
| 5    | Carlos Reutemann   | 31    |
| 6    | John Watson        | 19    |
| 7    | Jacques Laffite    | 16    |
| 8    | Emerson Fittipaldi | 15    |
| 9    | Jody Scheckter     | 14    |
| 10   | Riccardo Patrese   | 8     |
| 11   | James Hunt         | 8     |
| =    | Gilles Villeneuve  | 8     |
| 13   | Didier Pironi      | 7     |
| 14   | Alan Jones         | 5     |
| 15   | Patrick Tambay     | 5     |
| 16   | Clay Regazzoni     | 4     |
| 17   | Hans-Joachim Stuck | 2     |
| 18   | Vittorio Brambilla | 1     |
| 19   | Héctor Rebaque     | 1     |

### Costruttori
| Pos. | Team                     | Punti |
| ---- | ------------------------ | ----- |
| 1    | Lotus-Ford Cosworth      | 85    |
| 2    | Brabham-Alfa Romeo       | 44    |
| 3    | Ferrari                  | 36    |
| 4    | Tyrrell -Ford Cosworth   | 36    |
| 5    | Ligier-Matra             | 16    |
| 6    | Fittipaldi-Ford Cosworth | 15    |
| 7    | Wolf-Ford Cosworth       | 14    |
| 8    | McLaren-Ford Cosworth    | 12    |
| 9    | Arrows-Ford Cosworth     | 8     |
| 10   | Shadow-Ford Cosworth     | 6     |
| 11   | Williams-Ford Cosworth   | 5     |
| 12   | Surtees-Ford Cosworth    | 1     |